# Dianthus
Genre
Classification phylogénétique
Dianthus est un genre de plantes de la famille des Caryophyllaceae. C'est le genre des œillets véritables.
Ce sont des plantes herbacées, plusieurs espèces sont utilisées comme plantes ornementales. Elles sont originaires en grande partie d'Europe, d'Asie et d'Afrique du Nord. Dianthus repens vit quant à elle en zone subarctique.

## Étymologie
« Dianthus » est formé à partir des mots grecs « Dios » (Zeus, Jupiter) et  « anthos » (fleur) et signifie « fleur des Dieux», hommage rendu à la beauté de ces fleurs. Il doit son nom latinisé à Théophraste.

## Espèces réputées

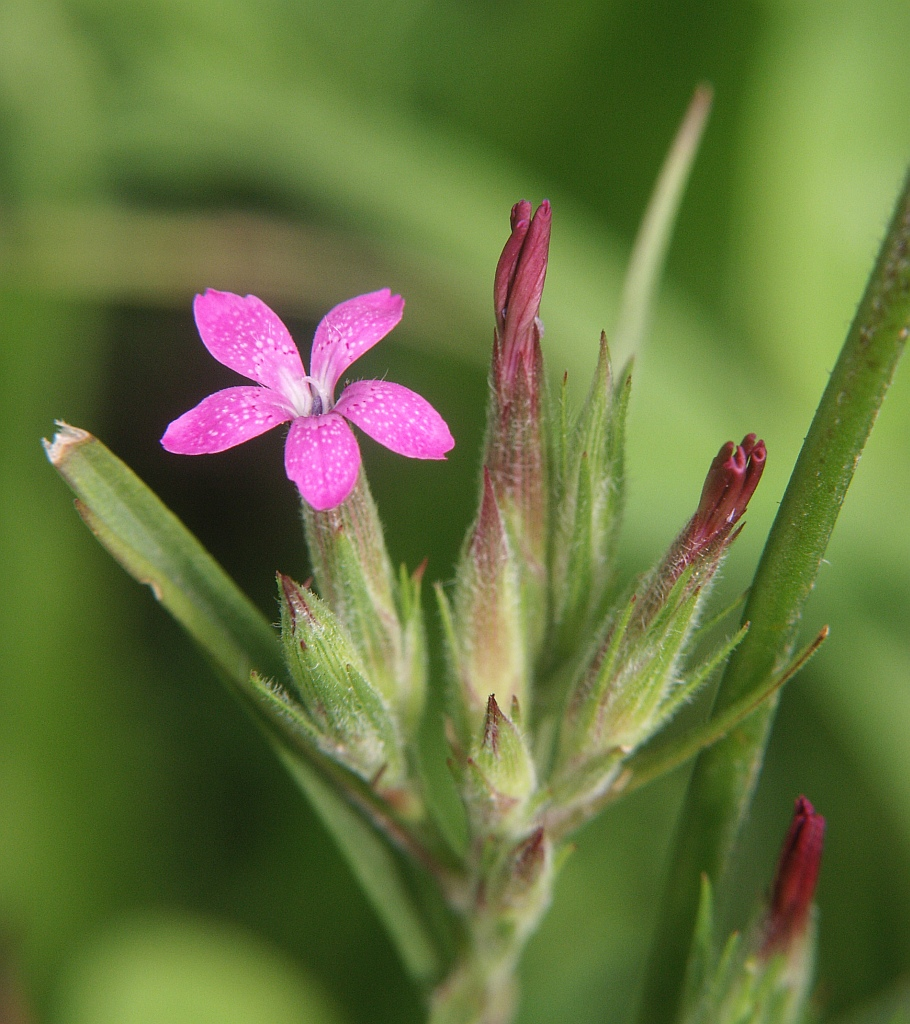
Dianthus armeria
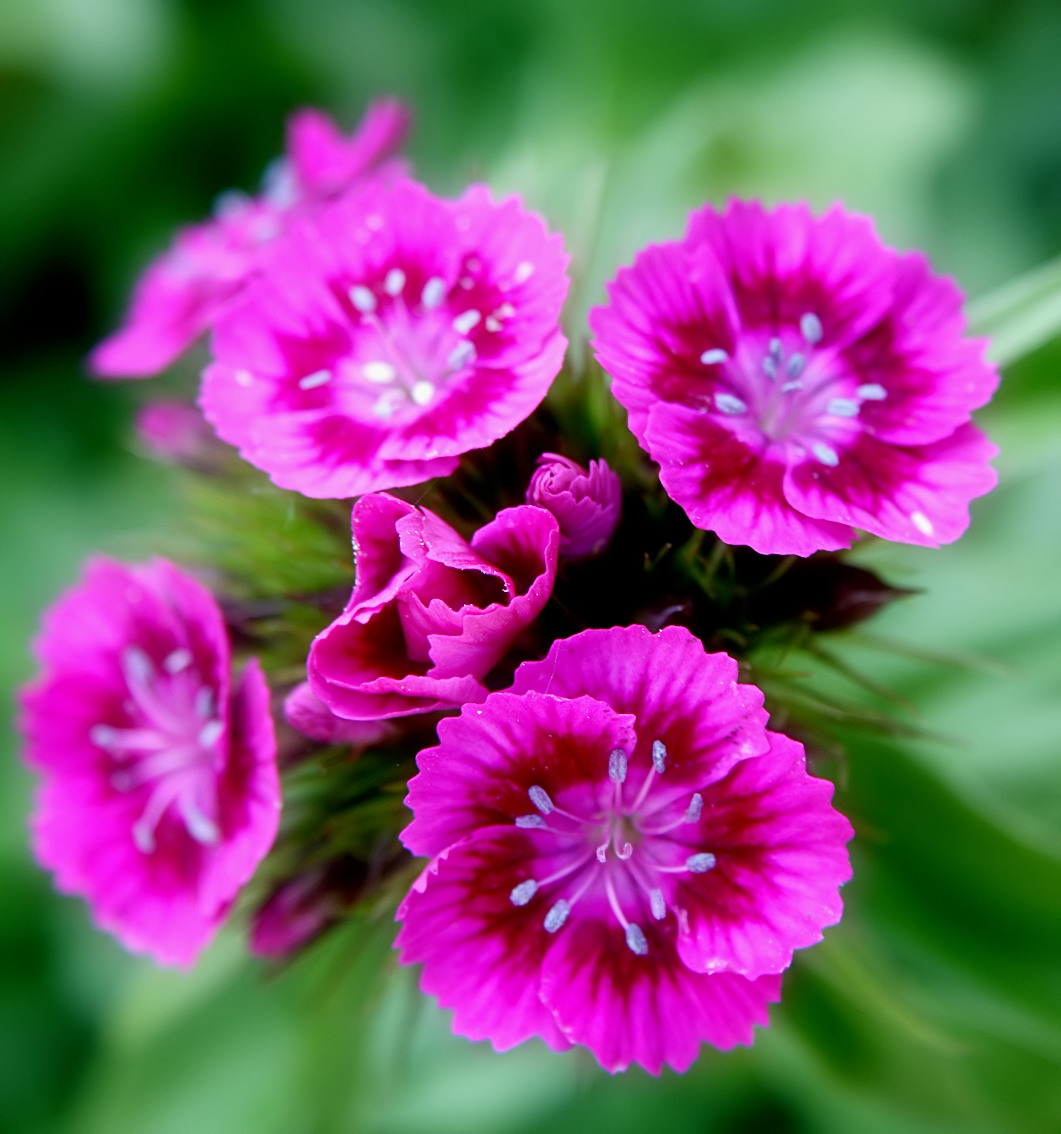
Dianthus barbatus
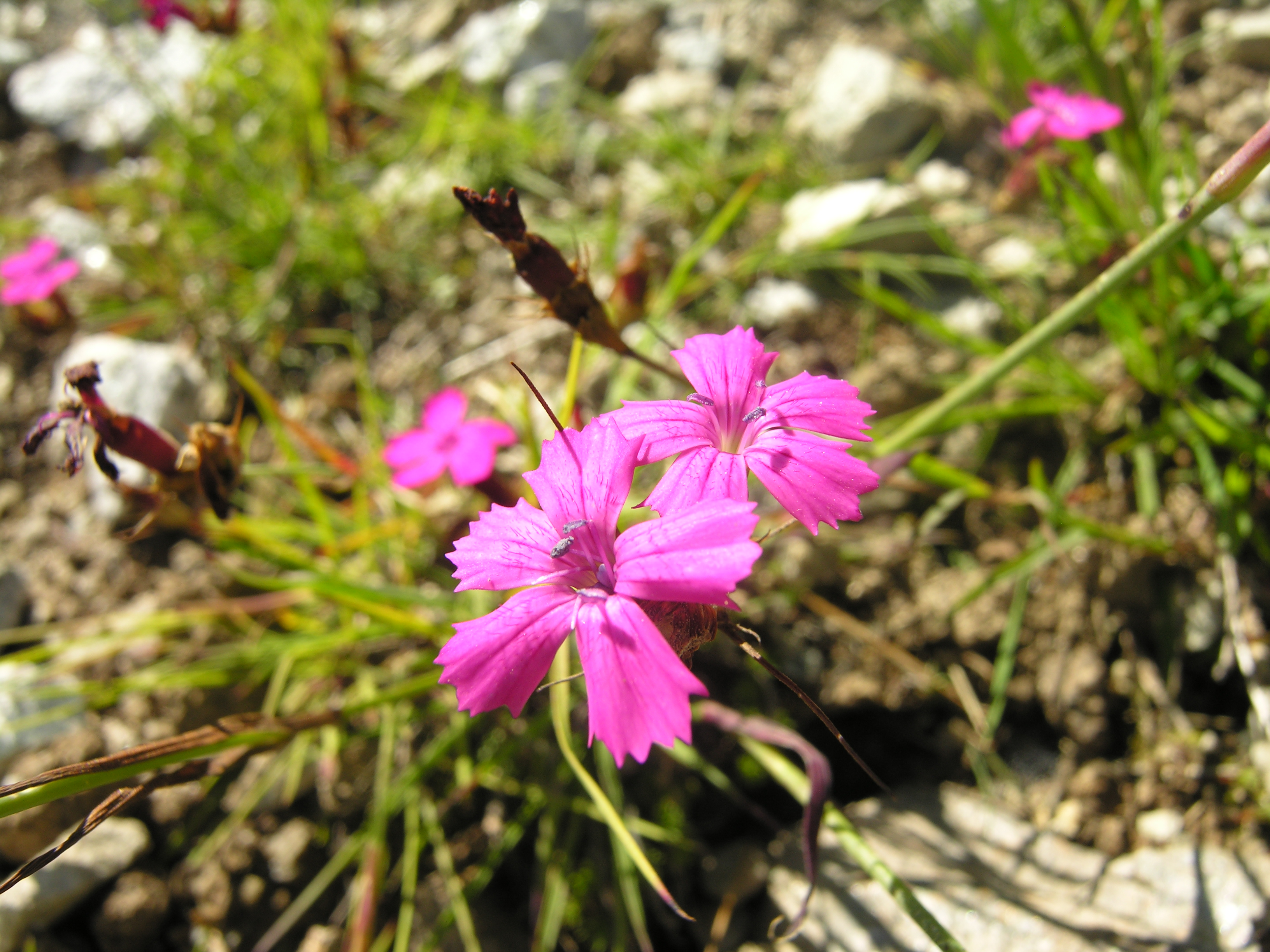
Dianthus carthusianorum
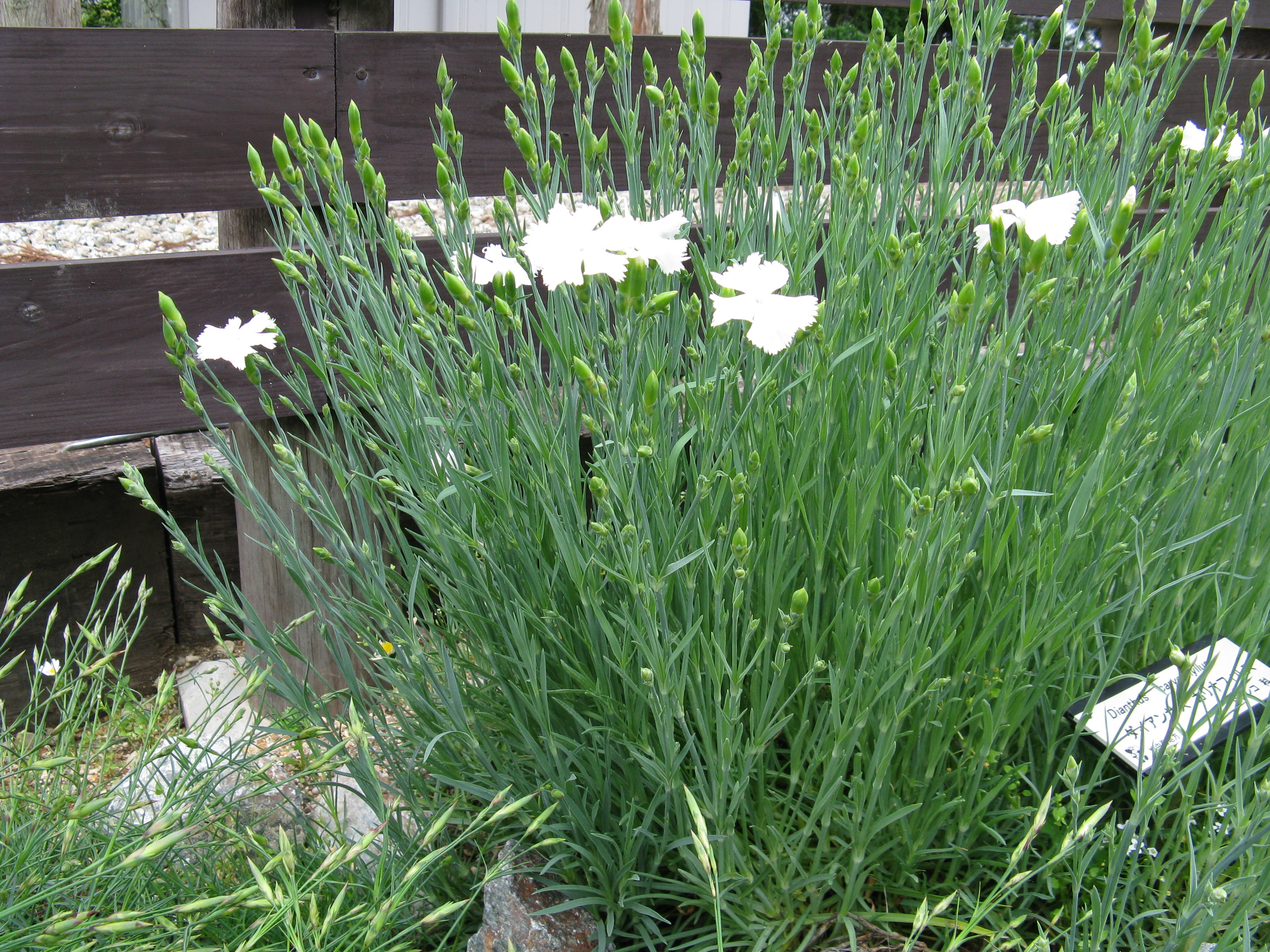
Dianthus caryophyllus
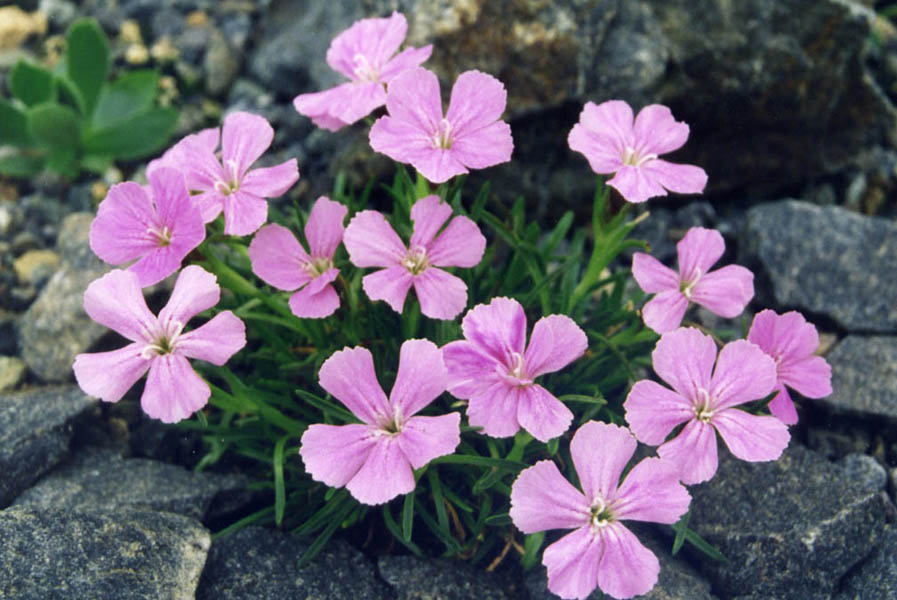
Dianthus glacialis
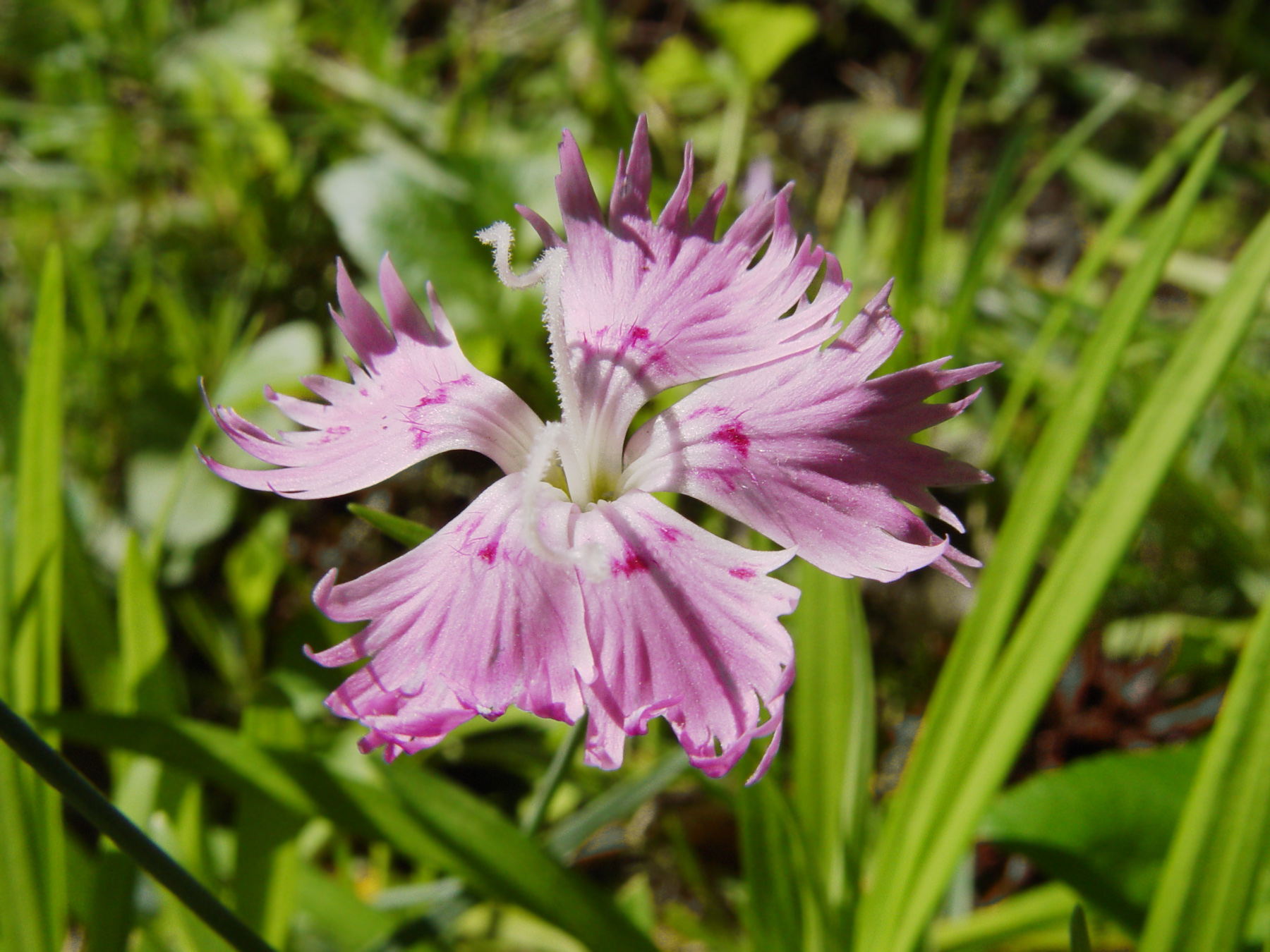
Dianthus plumarius
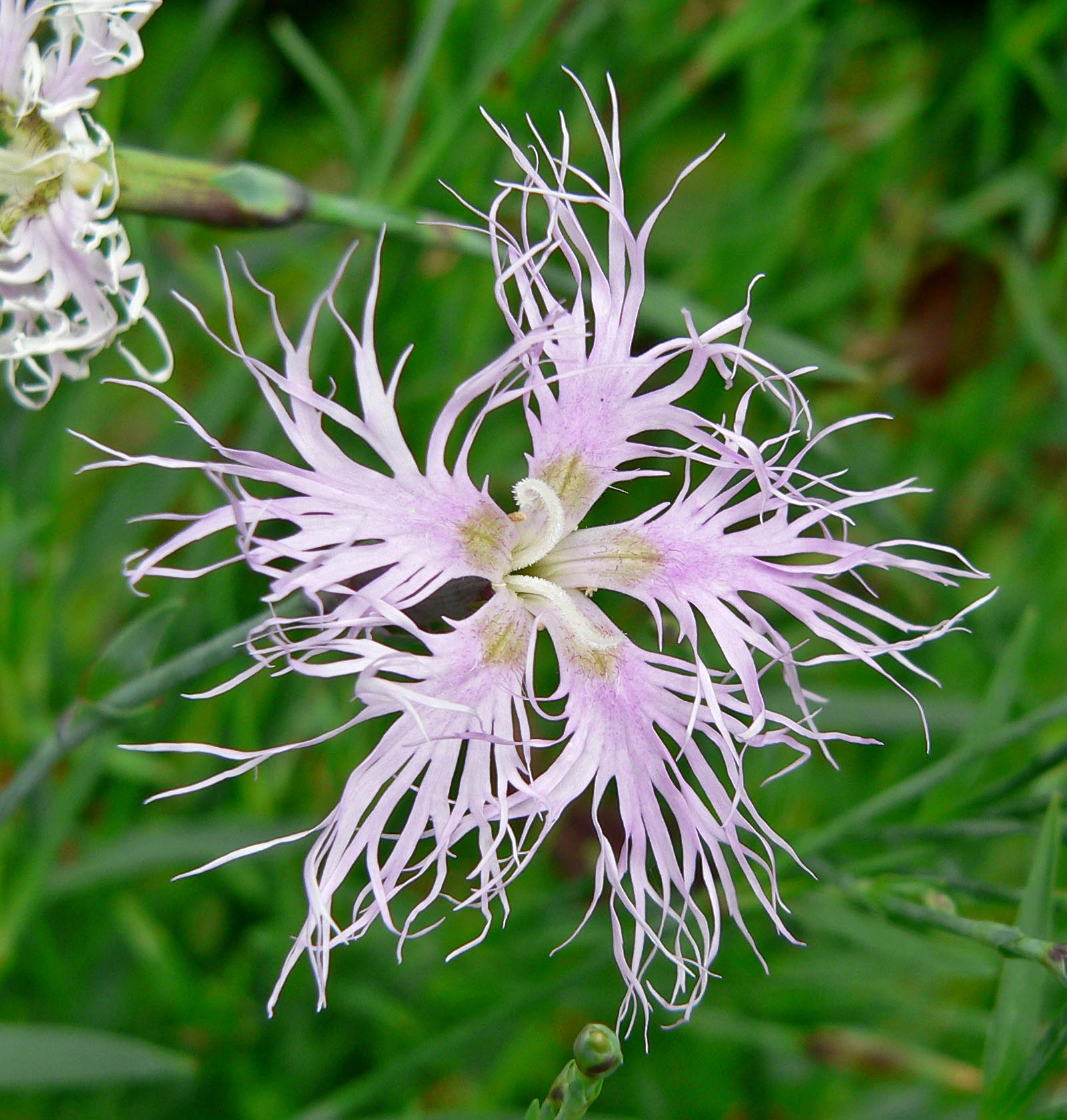
Dianthus superbus

## Liste d'espèces
| | |
| - Dianthus abchasicus Gvinian. - Dianthus absconditus Fern.Casas - Dianthus acantholimonoides Schischk. - Dianthus acicularis Fisch. ex Ledeb. - Dianthus acrochlorus Stapf - Dianthus afghanicus Rech.f. - Dianthus agrostolepis Rech.f. - Dianthus albens Aiton - Dianthus alpinus L. - Œillet des Alpes - Dianthus anatolicus Boiss. - Dianthus ancyrensis Hausskn. & Bornm. - Dianthus andronakii Woronow ex Schischk. - Dianthus androsaceus (Boiss. & Heldr.) Hayek - Dianthus angolensis Hiern ex F.N.Williams - Dianthus angrenicus Vved. - Dianthus angulatus Royle - Dianthus arenarius L. - Dianthus armeria L. — œillet arméria - Dianthus arpadianus Ade & Bornm. - Dianthus arrostii C.Presl - Dianthus austroiranicus Lemperg - Dianthus awaricus Kharadze - Dianthus aydogduii Menemen & Hamzaoglu - Dianthus azkurensis Sosn. - Dianthus balansae Boiss. - Dianthus balbisii Ser. - Œillet de Balbis - Dianthus banaticus Heuff. ex Griseb. & Schenk - Dianthus barbatus L. - œillet barbu ou œillet de poète - Dianthus basianicus Boiss. & Hausskn. - Dianthus basuticus Burtt Davy - Dianthus behriorum Bornm. - Dianthus benearnensis Loret - Œillet du Béarn - Dianthus bessarabicus (Kleopow) Klokov - Dianthus bicolor Adams - Dianthus biflorus Sm. - Dianthus binaludensis Rech.f. - Dianthus bolusii Burtt Davy - Dianthus borbasii Vandas - Dianthus brachyzonus Borbás & Formanek - Dianthus brevicaulis Fenzl - Dianthus brevipetalus Vved. - Dianthus brutius Brullo et al. - Dianthus burchellii Ser. - Dianthus cachemiricus Edgew. - Dianthus caespitosus Thunb. - Dianthus callizonus Schott & Kotschy - Dianthus calocephalus Boiss. - Dianthus campestris M.Bieb. - Dianthus canescens K.Koch - Dianthus capitatus Balb. ex DC. - Dianthus carbonatus Klokov - Dianthus carmelitarum Reut. ex Boiss. - Dianthus carthusianorum L. - L'œillet des Chartreux - Dianthus caryophyllus L. - L'œillet commun ou œillet des fleuristes - Dianthus charadzeae Gagnidze & Gvin. - Dianthus chimanimaniensis S.S.Hooper - Dianthus chinensis L. - Œillet de Chine - Dianthus cibrarius Clementi - Dianthus ciliatus Guss. - Dianthus cinnamomeus Sm. - Dianthus cintranus Boiss. & Reut. - Dianthus collinus Waldst. & Kit. - Dianthus corymbosus Sm. - Dianthus costae Willk. - Dianthus crassipes R.Roem. - Dianthus crenatus Thunb. - Dianthus cretaceus Adams - Dianthus cribrarius Clementi - Dianthus crinitus Sm. - Dianthus crossopetalus (Boiss.) Grossh. - Dianthus cruentus Griseb. - Dianthus cyprius A.K.Jacks. & Turrill - Dianthus cyri Fisch. & C.A.Mey. - Dianthus daghestanicus Kharadze - Dianthus darvazicus Lincz. - Dianthus debrogensis Prodán - Dianthus deltoides L. - œillet à delta - Dianthus denaicus Assadi - Dianthus deserti Kotschy - Dianthus desideratus Strid - Dianthus dilepis Rech.f. - Dianthus discolor Sm. - Dianthus diutinus Kit. - Dianthus diversifolius Assadi - Dianthus dmanissianus M.Kuzmina - Dianthus elatus Ledeb. - Dianthus elbrusense Kharadze - Dianthus eldivenus Czeczott - Dianthus elegans d'Urv. - Dianthus elymaiticus Hausskn. & Bornm. - Dianthus engleri Hausskn. & Bornm. - Dianthus eretmopetalus Stapf - Dianthus erythrocoleus Boiss. - Dianthus eugeniae Kleopow - Dianthus excelsus S.S.Hooper - Dianthus falconeri Edgew. - Dianthus ferrugineus Mill. - Dianthus fischeri Spreng. - Dianthus floribundus Boiss. - Dianthus formanekii Borbás ex Formanek - Dianthus fragrans Adams - Dianthus freynii Vandas - Dianthus fruticosus L. - Dianthus furcatus Balb. - Œillet fourchu - Dianthus geminiflorus Loisel. - Œillet à fleurs jumelées - Dianthus giganteiformis Borbás - Dianthus giganteus d'Urv. - Dianthus glacialis Haenke - Œillet des glaciers - Dianthus godronianus - Œillet de Godron - Dianthus gracilis Sm. - Dianthus graniticus Jord. - Œillet du granite - Dianthus gratianopolitanus Vill. - Œillet de Grenoble - Dianthus grossheimii Schischk. - Dianthus guessfeldtianus Muschl. - Dianthus guttatus M.Bieb. - Dianthus gyspergerae Rouy - Œillet de Madame Gysperger - Dianthus haematocalyx Boiss. & Heldr. - Dianthus hafezii Assadi - Dianthus harrissii Rech.f. - Dianthus helenae Vved. - Dianthus henteri Heuff. ex Griseb. & Schenk - Dianthus hispanicus Asso - Dianthus hoeltzeri C.Winkl. - Dianthus holopetalus Turcz. - Dianthus humilis Willd. ex Ledeb. - Dianthus hungaricus Pers. - Dianthus hymenolepis Boiss. - Dianthus hypanicus Andrz. - Dianthus hyrcanicus Rech.f. - Dianthus hyssopifolius L. - Dianthus hyssopifolius subsp. hyssopifolius L. - l'œillet de Montpellier - Dianthus hyssopifolius subsp. gallicus (Pers.) M.Laínz & Muñoz Garm. - l'œillet de France ou œillet des dunes - Dianthus imereticus (Rupr.) Schischk. - Dianthus inamoenus Schischk. - Dianthus ingoldbyi Turrill - Dianthus jacobsii Rech.f. - Dianthus jacquemontii Edgew. - Dianthus japonicus Thunb. - Dianthus jaroslavii Galushko - Dianthus juniperinus Sm. - Dianthus juzeptchukii M.Kuzmina - Dianthus kamisbergensis Sond. - Dianthus kapinaensis Markgr. & Lindtner - Dianthus karami (Boiss.) Mouterde - Dianthus karataviensis Pavlov - Dianthus kastembeluensis Freyn & Sint. - Dianthus ketzkhovelii Makaschv. - Dianthus kirghizicus Schischk. - Dianthus kiusianus Makino - Dianthus knappii (Pant.) Asch. & Kanitz ex Borbás - Dianthus krylovianus Juz. - Dianthus kubanensis Schischk. - Dianthus kuschakewiczii Regel & Schmalh. - Dianthus kusnezovii Marcow. - Dianthus lactiflorus Fenzl - Dianthus laingsburgensis S.S.Hooper | - Dianthus lanceolatus Steven ex Rchb. - Dianthus langeanus Willk. - Dianthus laricifolius Boiss. & Reut. - Dianthus lenkoranicus Kharadze - Dianthus leptoloma Steud. ex A.Rich. - Dianthus leptopetalus Willd. - Dianthus leucophaeus Sm. - Dianthus leucophoeniceus Dörfl. & Hayek - Dianthus libanotis Labill. - Dianthus liboschitzianus Ser. - Dianthus lindbergii Riedl - Dianthus littorosus Makino ex Nakai - Dianthus longicalyx Miq. - Dianthus longiglumis Delile - Dianthus longivaginatus Rech.f. - Dianthus lumnitzeri Wiesb. - Dianthus lusitanus Brot. - Dianthus lydus Boiss. - Dianthus macranthoides Hausskn. ex Bornm. - Dianthus macranthus Boiss. - Dianthus marschallii Schischk. - Dianthus martuniensis M.Kuzmina - Dianthus masmenaeus Boiss. - Dianthus mazanderanicus Rech.f. - Dianthus membranaceus Borbás - Dianthus mercurii Heldr. - Dianthus micranthus Boiss. & Heldr. - Dianthus microlepis Boiss. - Dianthus micropetalus Ser. - Dianthus minimus Javeid - Dianthus moesiacus Vis. & Pančić - Dianthus monadelphus Vent. - Dianthus mooiensis F.N.Williams - Dianthus moravicus Kovanda - Dianthus mossanus Bacch. & Brullo - Dianthus multiaffinis Pau - Dianthus multicaulis Boiss. & A.Huet - Dianthus multinervis Vis. - Dianthus multisquameus Bondarenko & V.M.Vinogr. - Dianthus muschianus Kotschy & Boiss. - Dianthus myrtinervius Griseb. - Dianthus namaensis Schinz - Dianthus nangarharicus Rech.f. - Dianthus nardiformis Janka - Dianthus nitidus Waldst. & Kit. - Dianthus orientalis Adams - Dianthus oschtenicus Galushko - Dianthus paghmanicus Rech.f. - Dianthus palinensis S.S.Ying - Dianthus pamiralaicus Lincz. - Dianthus pancicii Velen. - Dianthus patentisquameus Bondarenko & V.M.Vinogr. - Dianthus pavonius Tausch - L'œillet négligé - Dianthus pelviformis Heuff. - Dianthus pendulus Boiss. & Blanche - Dianthus persicus Hausskn. - Dianthus petraeus Waldst. & Kit. - Dianthus pinifolius Sm. - Dianthus platyodon Klokov - Dianthus plumarius L. - L'œillet mignardise - Dianthus plumbeus Schischk. - Dianthus polylepis Bien. ex Boiss. - Dianthus polymorphus M.Bieb. - Dianthus pratensis M.Bieb. - Dianthus pseudarmeria M.Bieb. - Dianthus pseudoversicolor Klokov - Dianthus pubescens Sm. - Dianthus pungens L. - Œillet piquant - Dianthus purpureimaculatus Podlech - Dianthus pygmaeus Hayata - Dianthus pyrenaicus Pourr. - Œillet des Pyrénées - Dianthus raddeanus Vierh. - Dianthus ramosissimus Pall. ex Poir. - Dianthus recognitus Schischk. - Dianthus rehmannii Blocki - Dianthus repens Willd. - Dianthus rigidus M.Bieb. - Dianthus robustus Boiss. & Kotschy - Dianthus rudbaricus Assadi - Dianthus rupicola Biv. - Dianthus ruprechtii Schischk. - Dianthus sahandicus Assadi - Dianthus sanguineus Vis. - Dianthus scaber Chaix - Œillet rude - Dianthus scardicus Wettst. - Dianthus schemaschensis Schischk. - Dianthus seguieri Vill. - Œillet de Séguier - Dianthus seidlitzii Boiss. - Dianthus semenovii (Regel & Herder) Vierh. - Dianthus seravschanicus Schischk. - Dianthus serotinus Waldst. & Kit. - Dianthus serratifolius Sm. - Dianthus serrulatus Desf. - Dianthus sessiliflorus Boiss. - Dianthus setisquameus Hausskn. & Bornm. - Dianthus shemaschensis Schischk. - Dianthus shinanensis (Yatabe) Makino - Dianthus simulans Stoj. & Stef. - Dianthus sinaicus Boiss. - Dianthus siphonocalyx Blakelock - Dianthus soongoricus Schischk. - Dianthus sphacioticus Boiss. & Heldr. - Dianthus spiculifolius Schur - Dianthus squarrosus M.Bieb. - Dianthus stamatiadae Rech.f. - Dianthus stapfii Lemperg - Dianthus stenocephalus Boiss. - Dianthus stenopetalus Griseb. - Dianthus sternbergii Sieber ex Capelli - Dianthus stramineus Boiss. & Heldr. - Dianthus strictus Banks & Sol. - Dianthus strumarius hort. - Dianthus strymonis Rech.f. - Dianthus subacaulis Vill. - Œillet à tiges courtes - Dianthus subaphyllus (Lemperg) Rech.f. - Dianthus subscabridus Lincz. - Dianthus subulosus Freyn & Conrath - Dianthus superbus L. - L'œillet superbe - Dianthus superbus-chinensis Y.N.Lee - Dianthus sylvaticus Hoppe ex Willd. - Œillet des forêts - Dianthus sylvestris Wulfen - l'œillet des rochers, et sa sous-espère Dianthus longicaulis - Dianthus szowitsianus Boiss. - Dianthus tabrisianus Bien. ex Boiss. - Dianthus talyschensis Boiss. & Buhse - Dianthus tenuiflorus Griseb. - Dianthus tesquicola Klokov - Dianthus thunbergii S.S.Hooper - Dianthus tianschanicus Schischk. - Dianthus tichomirovii Deviatov - Dianthus tlaratensis Husseinov - Dianthus toletanus Boiss. & Reut. - Dianthus transcaucasicus Schischk. - Dianthus transvaalensis Burtt Davy - Dianthus trifasciculatus Kit. - Dianthus tripunctatus Sm. - Dianthus turkestanicus Preobr. - Dianthus tymphresteus (Boiss. & Spruner) Heldr. & Sartori ex Boiss. - Dianthus ugamicus Vved. - Dianthus uniflorus Forssk. - Dianthus uralensis Korsh. - Dianthus urumoffii Stoj. & Acht. - Dianthus uzbekistanicus Lincz. - Dianthus velenowskyi Borbás - Dianthus versicolor Fisch. ex Link - Dianthus vigoi M.Laínz - Œillet de Vigo - Dianthus viridescens Clementi - Dianthus viscidus Bory & Chaub. - Dianthus vladimiri Galushko - Dianthus volgicus Juz. - Dianthus vulturius Guss. & Ten. - Dianthus webbianus Vis. - Dianthus xylorrhizus Boiss. & Heldr. - Dianthus zederbaueri Vierh. - Dianthus zeyheri Sond. - Dianthus zonatus Fenzl |

### Espèces hybrides
- Dianthus ×allwoodii hort. (Dianthus plumarius × Dianthus caryophyllus)
- Dianthus ×aschersonii M.Schulze ex Graebn.
- Dianthus ×borderei Rouy & Foucaud
- Dianthus ×bottemeri Bouchard
- Dianthus ×courtoisii Rchb. (Dianthus barbatus × Dianthus superbus)
- Dianthus ×digeneus Borbás
- Dianthus ×dufftii Hausskn. ex Asch.
- Dianthus ×exilis Posp.
- Dianthus ×fallens Timb.-Lagr.
- Dianthus ×flahaultii Braun-Blanq.
- Dianthus ×gisellae Borbás
- Dianthus ×hanryi Burnat
- Dianthus ×hellwigii Borbás ex Asch. (Dianthus × Dianthus deltoides)
- Dianthus ×heterophyllus Rouy & Foucaud
- Dianthus ×huebneri Seehaus
- Dianthus ×jaczonis Asch.
- Dianthus ×laucheanus Bolle
- Dianthus ×leitgebi Reichardt
- Dianthus ×lisae Burnat
- Dianthus ×loretii Rouy & Foucaud
- Dianthus ×mammingianorum J.Murray
- Dianthus ×mikii Reichardt
- Dianthus ×ponsii Rouy & Foucaud
- Dianthus ×rouyanus Gurke
- Dianthus ×roysii L.H.Bailey (Dianthus callizonus × Dianthus gratianopolitanus)
- Dianthus ×saxatilis Pers.
- Dianthus ×subfissus Rouy & Foucaud
- Dianthus ×varians Rouy & Foucaud
- Dianthus ×warionii Timb.-Lagr.